# Јелица Живадиновић
Јелица Живадиновић, позната као Шева Ристић (1906 — 1995) била је српска надреалисткиња.

## Биографија
Шева Ристић рођена је 1906. године у породици истакнутог лекара Драгутина и Десанке Живадиновић. Имала је два брата, Вука и Стевана Вана Бора. Од 1912 до 1924. школовала се у Београду и Ници. После краткотрајног боравка у Загребу преселила се са породицом у Врњачку Бању где је био санаторијум њеног оца. 1926. године удала се за Марка Ристића, а венчање је обављено у средњовековном манастиру Љубостињи 10. октобра. 1926–1927. млади пар је после венчања одмах отпутовао у Италију, у Верону, ради успомене на велику љубав Ромеа и Јулије. Почетком новембра (1926) стигли су у Париз. Са мужем и братом учествовала је у разговорима и окупљањима француских надреалиста. Од новца добијеног као свадбени поклон купила је, са Марком Ристићем, слику Макса Ернста „Сова (Птица у кавезу)“. Године 1928. родила је кћи Мару (1928—1996).
У периоду имеђу 1929. и 1936. учествовала је као сарадник у многим колективним активностима групе надреалиста и вредно помагала Марку Ристићу у преписци са француским надреалистима. Урадила је неколико колажа и интервенција на фотографијама. 1939. године путовала је поново са Марком Ристићем у Италију. За време Другог светског рата, од 1941. до 1944. живела је у Врњачкој Бањи. 1945. је отишла у Париз и тамо је до 1951. помагала Марку Ристићу у обављању дужности југословенског амбасадора. 1984, после смрти Марка Ристића, настојала је да објави његов обиман рукопис „Око надреализма“.